# Pedro Vicente Rodríguez

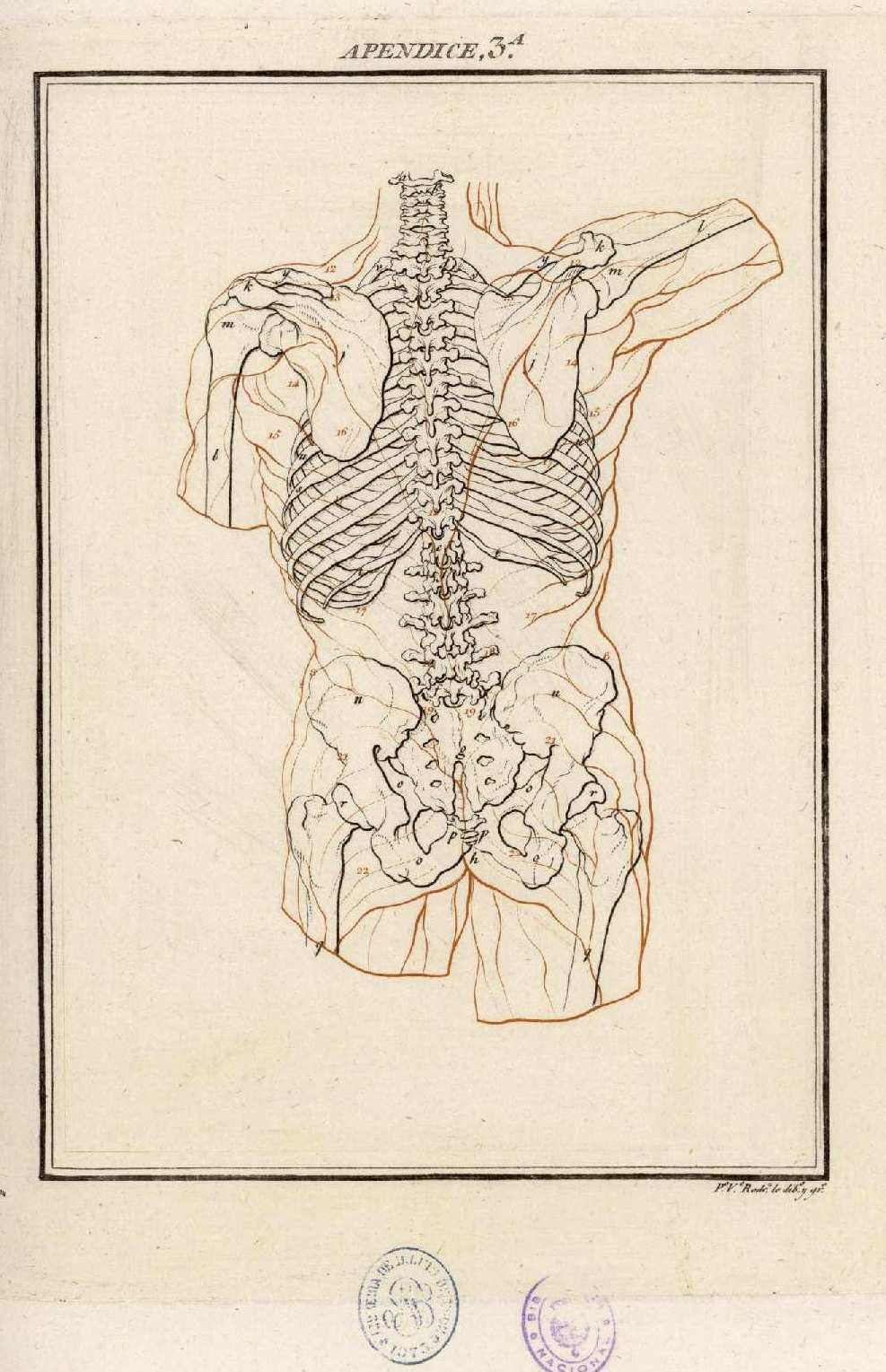
Varia comensuracion de Juan Arfe y Villafañe... Nueva edición corregida, aumentada y mejorada con estampas finas, Madrid, en la Imprenta Real, 1806. Dibujo y grabado a dos tintas de Pedro Vicente Rodríguez.

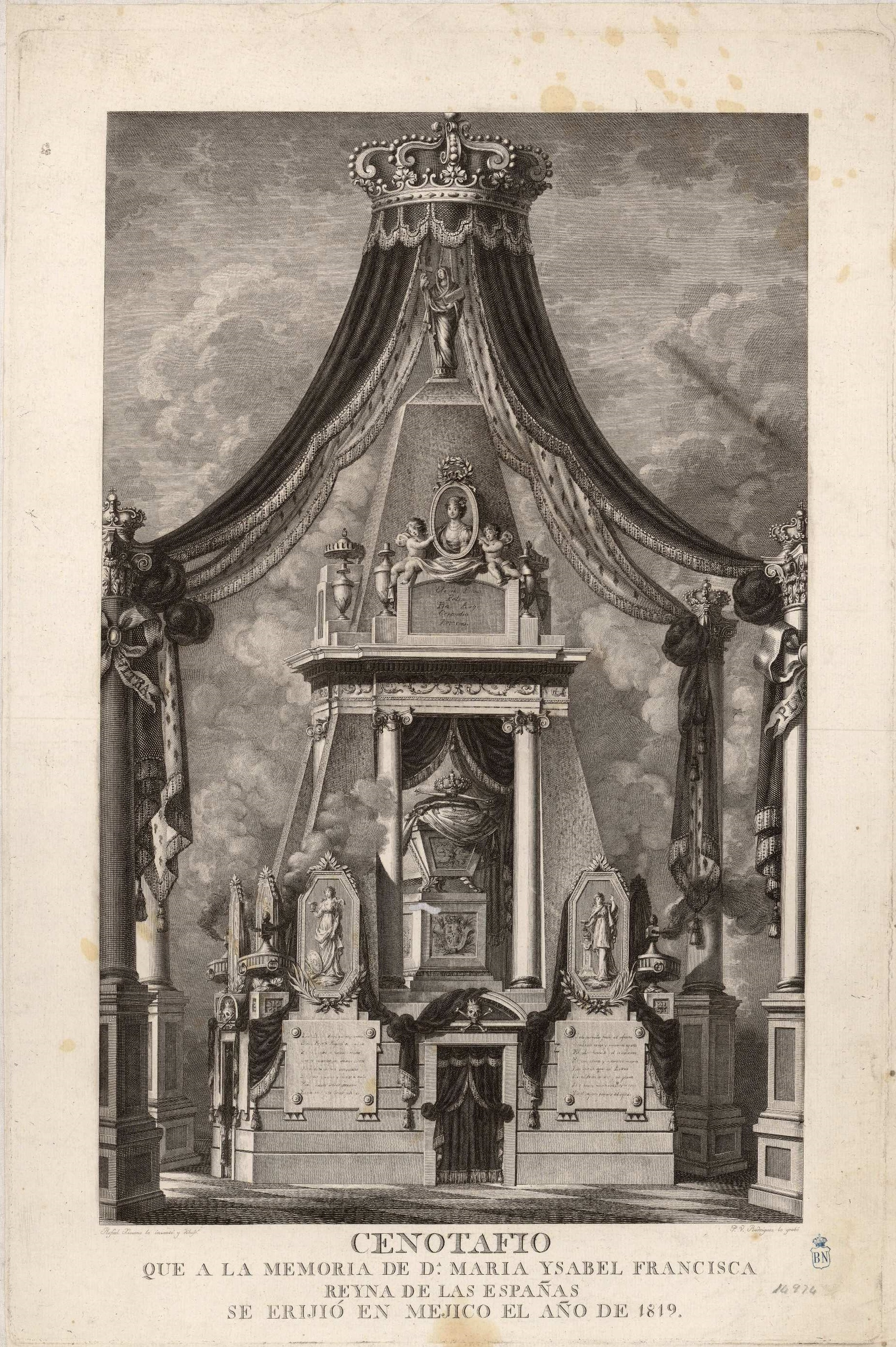
«Cenotafio que a la memoria de Dª María Ysabel Francisca Reyna de las Españas se erijió en Méjico el año de 1819». Grabado de Pedro Vicente Rodríguez por dibujo e invención de Rafael Ximeno y Planes. Biblioteca Nacional de España.

Pedro Vicente Rodríguez y Chiribes (Valencia, 1775-Ciudad de México, 1822) fue un grabador calcográfico español en lámina y en hueco, académico de mérito y director de grabado de la Academia de San Carlos de México.

## Biografía
Inició su formación en la Real Academia de San Carlos de Valencia, en la que en 1792, con diecisiete años, obtuvo el primer premio de pintura y en 1795 el de grabado. En 1796 se estableció en Madrid, prosiguiendo sus estudios en la Real Academia de Bellas Artes de San Fernando. En Madrid formó parte de la asociación de grabadores reunida en torno a Antonio Rodríguez y participó en la ilustración de libros y series como El sí de las niñas de Leandro Fernández Moratín, el Gil Blas de Alain-René Lesage en la edición de la viuda e hijo de Marín, Madrid, 1797, el Quijote, en la edición de la Imprenta Real (1797-1798), y en la Historia general de los trages que usan actualmente todas las naciones del mundo, formada por 400 láminas calcográficas en cinco volúmenes, Madrid, en la Imprenta de Vega y compañía, 1799 y 1804-1805.
Con Francisco de Paula Martí fue uno de los introductores del fisonotrazo en España, y en obras como el retrato del médico madrileño José Severo López y en el grabado que reproduce el cenotafio alzado en su honor por dibujo e invención de Silvestre Pérez, ensayó el grabado al aguatinta combinado con el aguafuerte. Un procedimiento innovador empleó también en las láminas del libro cuarto — dedicado a la anatomía— del tratado de la Varia conmensuración de Juan de Arfe y Villafañe, «corregida, aumentada y mejorada con láminas finas» (Madrid, en la Imprenta Real, 1806), en el que se sirvió de un proceso de estampación a doble tinta, de color negro para los huesos y rojo para los músculos, empleando dos matrices de iguales dimensiones.
En 1811 obtuvo la plaza de director de grabado de la Academia de San Carlos de México, vacante tras la muerte de Joaquín José Fabregat. Allí grabó el «Cenotafio que erigió el Cabildo Eclesiástico de México al Exmo. é Illmo. Sor Dr Dn. Francisco Xavier de Lizana y Beaumont su dignísimo Arzobispo, en las honras que le celebró en su Sta. Iglesia metropolitana el día 21 de Julio de 1812», el «Cenotafio que a la memoria de Dª María Ysabel Francisca Reyna de las Españas se erijió en Méjico el año de 1819», y en hueco la medalla conmemorativa del retorno al trono de España de Fernando VII, encargada por el Consulado de México.